# 수잰 숄티
수잰 숄티(영어: Suzanne Scholte) 여사는 탈북자 지원과 북한의 인권 상황을 개선하기 위한 활동을 지속적으로 펼쳐온 미국의 비정부기구 디펜스 포럼의 회장이다. 2008년 제9회 서울평화상 수상자로 미국 의회의 북한인권법 통과와 탈북난민 강제북송 금지 운동 등에 앞장서 왔다.

## 주요 이력
- 1959년 미국 코네티컷주 노워크에서 태어남
- 1989년 디펜스 포럼재단 회장 취임
- 1999년 미국 상원 외교위원회 동아시아태평양 소위원회에서 북한 정치범수용소 청문회를 처음으로 여는 데 공헌
- 2003년 황장엽 전 조선로동당 비서의 미 의회 증언 성사
- 2004년 미국의 북한 인권법 통과에 기여
- 2006년부터 매년 워싱턴에서 '북한자유주간' 행사를 주관하며 전 세계적으로 북한 인권 문제가 공론화되는데 앞장
- 2008년 제9회 서울평화상 수상

이밖에 대한민국과 폴란드, 체코 등을 오가며 탈북난민을 위한 국제 집회를 열고, 탈북난민 고아 입양운동을 전개하기도 했다. 숄티 회장은 현재 디펜스 포럼 외에도 미국 내 조선민주주의인민공화국 인권 단체들의 연대인 북한자유연합 의장과 미국북한인권위원회 위원 등을 맡고 있다.

## 같이 보기
- 서울평화상
- 노벨평화상